# Wu Yi (Shang)
Ne doit pas être confondu avec Wu Yi.
Wu Yi (武乙), de son nom personnel Zi Qu'(子瞿), fut le vingt-sixième roi de la dynastie Shang. Il fut intronisé à Yin (殷) en -1198.

## Règne
Un de ses vassaux Fen (邠) déménagea à Qizhou (岐周). Il récompensa le vassal Zhou nommé Koufu, en lui donnant la cité de Qiyi (岐邑).

## Personnalité
Wu Yi avait une personnalité rebelle et arrogante. Une fois, il fit sculpter une statue du dieu du Ciel, qu'il détruisit. Une autre fois, il mit du sang dans une outre de cuir, qu'on jeta en l'air et il décocha une flèche en travers et le sang en sortit. Après, il prétendit avoir tué le ciel. En -1194, alors qu'il était parti à la chasse entre les rivières Wa et He, il mourut frappé par la foudre.